# Soojin
So Su-čin (korejsky 서수진, anglický přepis: Seo Soo-jin, * 9. března 1998, Hwasong, Kjonggi, Jižní Korea), známá mononymně jako Soojin, je jihokorejská zpěvačka, tanečnice a rapperka. Je bývalou členkou jihokorejské dívčí skupiny I-dle fungující pod vydavatelstvím Cube Entertainment. Poté, co skupinu v roce 2021 opustila, debutovala jako sólistka s EP Agassy, které vyšlo 8. listopadu 2023 pod značkou BRD Communications.

## Život a kariéra

### Mládí
Soojin se narodila ve městě Hwasong v jihokorejské provincii Kjonggi. Navštěvovala střední škole Waw v Hwasongu. Později se během studia na Korejské umělecké střední škole naučila jazz dance a taekwondo. Uvedla, že už v raném věku se rozhodla, že se chce stát zpěvačkou, ale prý jí trvalo dva roky, než přesvědčila otce, aby s jejím rozhodnutím souhlasil.

### Aktivity před debutem
Soojin byla praktikantkou pod společností DN Entertainment a původně se měla stát členkou jihokorejské dívčí skupiny Vividiva pod uměleckým jménem N.Na. Zúčastnila se několika vystoupení a focení skupiny, ale poté v roce 2015 skupinu opustila.
V roce 2016 se Soojin stala praktikantkou pod společností Cube Entertainment. V letech 2017–2018 se objevila v sólových videoklipech další budoucí členky I-dle Soyeon k písním Jelly a Idle Song jako neznámá tanečnice s maskou.

### 2018–2020: Debut s (G)I-dle a sólové aktivity
V roce 2018 byla představena jako jedna z šesti členek skupiny (G)I-dle. Skupina debutovala 2. května 2018 s mini albem I Am a jeho titulním singlem Latata. (G)I-dle debutovalo na pódiu v pořadu M Countdown na Mnet .
V říjnu 2020 uvedla stanice Glance TV nový módní pořad Minnie Soojin's I'M THE TREND, ve kterém společně se Soojin účinkovala další členka (G)I-DLE Minnie. V každé epizodě soutěžily ve stylingovém duelu o titul „Trend Center“, což je kombinace označení trendsetter a idol center. Dvojice v pořadu odhalovala své módní tipy, různé outfity, rady při nakupování i krátká módní videa nazvaná Fashion Film. Pořad měl premiéru 14. října 2020 na platformě Naver Style TV.

### 2021–2022: Skandál se šikanou a odchod z (G)I-dle a Cube Entertainment
4. března 2021 bylo oznámeno, že Soojin dočasně pozastaví veškeré své aktivity kvůli obviněním ze šikany ze strany bývalých spolužáků. 14. srpna společnost Cube Entertainment oznámila, že se Soojin oficiálně opouští skupinu (G)I-dle, ale že pořád zůstává pod agenturou CUBE entertainment a (G)I-dle bude po odchodu Soojin pokračovat jako pětičlenná skupina.
Dne 5. března 2022 společnost Cube Entertainment oznámila, že oficiálně ukončila smlouvu se Soojin poté, co policejní vyšetřování dospělo k závěru, že se žalobci nedopustili šíření nepravdivých informací. Dne 8. září vydal právní zástupce Soojin jejím jménem prohlášení, v němž uvedl, že „školní Autonomní výbor pro protiopatření proti násilí ve školách" ji shledal nevinnou. Místo toho zjistili, že se obětí šikany stala Soojin, a nebudou podniknuty žádné další právní kroky“.

### 2023–současnost: Nová agentura a sólový debut
16. října 2023 bylo oznámeno, že Soojin podepsala exkluzivní smlouvu s BRD Communications a v témže měsíci se připravuje na svůj sólový debut. 25. října bylo zveřejněno taneční video s názvem Black Forest, které naznačovalo její nadcházející sólový debut. Její debutové EP Agassy vyšlo 8. listopadu.
23. května 2024 vydala Soojin své druhé EP Rizz s titulní skladbou Mona Lisa.

## Diskografie

### EP
Seznam rozšířených přehrání s vybranými detaily, vybranými pozicemi v žebříčku a prodejními údaji
| Název           | Detaily                                                                                            | Nejvyšší pozice v žebříčku | Prodeje EP (Jižní korea) |
| --------------- | -------------------------------------------------------------------------------------------------- | -------------------------- | ------------------------ |
| Agassy (아가씨) | - Vydáno: 8. listopadu 2023 - Vydavatelství: BRD - Formáty: CD , digitální stahování , streamování | 7                          | KOR: 107 726             |
| Rizz            | - Vydáno: 23. května 2024 - Vydavatelství: BRD - Formáty: CD, digitální stahování, streamování     | 7                          | KOR: 70 300              |

### Singly
| Název               | Rok vydání | Nejvyšší pozice v žebříčku | Album  |
| ------------------- | ---------- | -------------------------- | ------ |
| "Agassy" ( 아가씨 ) | 2023       | 84                         | Aggasy |
| "Mona Lisa"         | 2024       | 172                        | Rizz   |

## Videografie

### Videoklipy
| Název             | Rok vydání | Režisér                    | Ref.   |
| ----------------- | ---------- | -------------------------- | ------ |
| "Agassy" (아가씨) | 2023       | Kim Nam-suk (Segaji Video) | [ 27 ] |
| "Mona Lisa"       | 2024       | Ziyong Kim (Fantazy Lab)   | [ 28 ] |

## Filmografie

### Televizní show
| Rok vysílání premiéry | Název                         | Poznámka                             | Ref.   |
| --------------------- | ----------------------------- | ------------------------------------ | ------ |
| 2020                  | Minnie Soojin's i'm the Trend | V pořadu účinkovala s Minnie (I-dle) | [ 10 ] |